# Georg Franz Hoffmann
Georg Franz Hoffmann (n. 13 ianuarie 1760, Marktbreit, Bavaria, Germania – d. 17 martie 1826, Moscova, Imperiul Rus) a fost un medic, botanist, briolog, lichenolog, micolog, desenator și ilustrator german de origine bavareză care a fost profesor universitar la universitățile din Erlangen, Göttingen și Moscova. Abrevierea numelui său în cărți științifice este Hoffm.

## Biografie
Născut în familia medicului de oraș Heinrich Hoffmann, tânărul Georg s-a ocupat în casa părintească în principal cu muzica și pictura. La vârsta de 13 ani a fost trimis la unchiul său, medicul și botanistul Adam Hoffmann în Herborn, a cărui fiică i-a învățat limbi: latina, greaca antică și franceză. O mare influență asupra alegerii căii de viață a lui Georg a avut-o unchiul său care l-a entuziasmat pentru botanica.
Din 1779, Hoffmann a început să studieze medicina, mai întâi la Academia Nassauensis (un colegiu german asemănător unei universități) din Herborn și apoi, din 1780, la Universitatea din Erlangen, unde și-a luat doctoratul la 25 noiembrie 1786.
Deja în 1786, a primit premiul întâi, medalia de aur, al Academiei de Științe din Lyon
pentru lucrarea sa despre beneficiile lichenilor în medicină și economie în opera sa Mémoires sur l’utilité de Lichens.
În 1789 a fost numit profesor de medicină și botanică la Universitatea din Erlangen, iar în 1792 a acceptat o profesură pentru medicină și botanică la  Universitatea Georg-August din Göttingen care a avut un renume mai mare pe acest timp. Acolo Hoffmann a fost numit și directorul grădinii botanice, unde în 1801 Johann Wolfgang von Goethe (1801) și Alexander von Humboldt l-au vizitat de mai multe ori, fascinați de lucrările sale despre criptogamele și ascultând prelegerile sale. Dar din cauza intrigilor ale botanistului Johannes Flügge (1775-1816) și chimistului Friedrich Stromeyer (1776-1835) care au vrut să-l instaleze pe prietenul lor Heinrich Adolph Schrader (1767-1836) drept șef al grădinii botanice, Hoffmann s-a văzut nevoit de a termina cooperația cu această universitate. A ieșit din funcție spre sfârșitul anului 1803, după ce i s-a fost oferit scaunul pentru botanică la Universitatea din Moscova. Din septembrie 1804 a ocupat postul de profesor titular în departamentul de Botanică al Institutului de Științe Fizice și Matematice al Universității din Moscova, care a fost deschis în același an. El a adus la Moscova o bibliotecă și un ierbar mare. Bogăția acestuia nu s-a datorat recoltelor proprii, ci mai mult celeilaltor ierbarii pe care le-a putut adăuga. Astfel, ierbarul lui Hoffmann a inclus exemplare colectate de cei mai renumiți botanici ai vremii ca de exemplu cele a lui Albrecht von Haller, Johan Andreas Murray, Jakob Friedrich Ehrhart,  Johann Reinhold Forster, Georg Forster, David Heinrich Hoppe, Peter Thunberg și James Edward Smith. După ce a fondat grădina botanică din oraș pe baza unei grădini farmaceutice, a devenit primul ei director.
În urma Incendiului din Moscova, pricinuit de Napoleon Bonaparte în 1812, a pierdut casa și toată averea, astfel și părțile ierbarului păstrate de el în casa sa, dar și-a îmbunătățit din nou situația financiară prin publicarea Genera Plantarum Umbelliferarum în 1814. Totuși s-a căsătorit încă în același an (3 copii, soția a decedat deja în 1817). și în 1817 a fost ales membru al Academiei Rusă de Științe, iar în 1819 a fost numit membru al Consiliului de Stat al Imperiului Rus. Marea parte al ierbarului însă a supraviețuit și se păstrează în ierbariul Universității din Moscova până în prezent.
Hoffmann a fost cunoscut în primul rând pentru lucrările sale ilustrate cu desene propri despre licheni și ciuperci. El a realizat și în domeniul plantelor superioare în cadrul descrierii pășunilor referitor la domeniul genului Salix (salcie). Mai departe, savantul a descris pentru prima dată sau rescris 177 specii, de exemplu mușchii Riccia canaliculata, Riccia ciliata, Riccia bifurca și Orthotrichum cululatum sau ciuperca Kretzschmaria deusta (vezi și mai jos).

## Specii și genuri descrise de Hoffmann

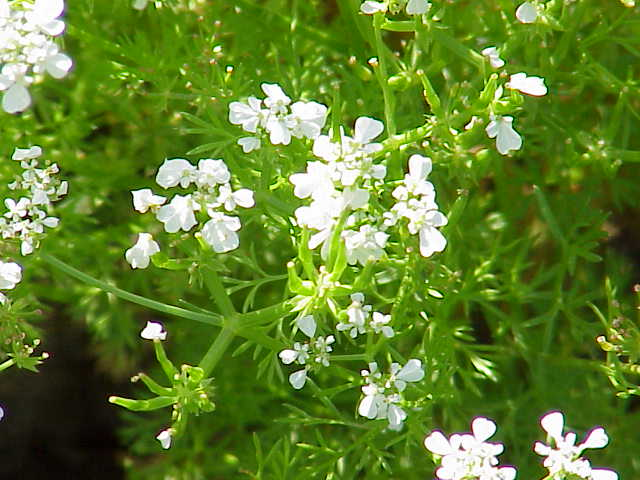
Anthriscus cerefolium

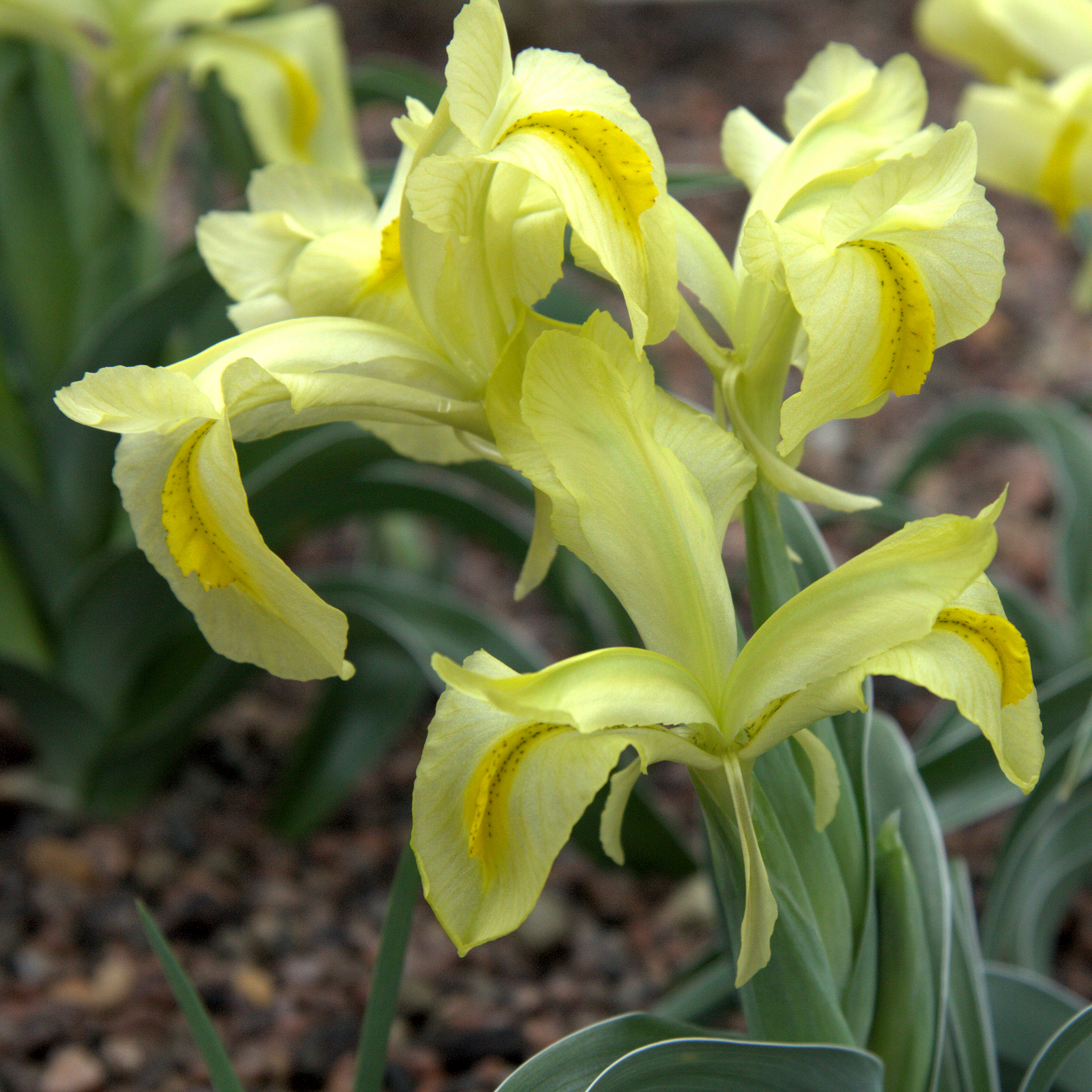
Iris caucasica

Savantul a prim-descris și rescris 177 de specii și genuri. În urmare o mică selecție.
| - Orlaya, gen, Hoffm. - Melanoselinum, gen, Hoffm. - Turgenia, gen, Hoffm. - Sequoia, gen, (Hoffm.) Endl. - Angelica palustris (Besser) Hoffm. - Anthriscus cerefolium (L.) Hoffm. - Anthriscus sylvestris (L.) Hoffm. - Archangelica officinalis Hoffm. - Asplenium septentrionale (L.) Hoffm. - Cladonia rangiformis Hoffm. - Cladonia turgida Hoffm. | - Dalanum angustifolium (Ehrh.) Hoffm. - Doronicum orientale Hoffm. - Gymnocarpium robertianum (Hoffm.) Newman - Heracleum asperum Hoffm. - Heracleum pubescens Hoffm. - Iris caucasica Hoffm. - Juncus acutiflorus (\|Ehrh.) Hoffm. - Lichen caesius Hoffm. - Malabaila graveolens (Spreng.) Hoffm. - Myosotis sylvatica (Ehrh.) Hoffm. - Orlaya grandiflora (L.) Hoffm. (1796) | - Peltigera amplissima Hoffm. (1796) - Peltigera crocea Hoffm. (1794) - Peltigera polydactyla (Neck.) Hoffm. (1796) - Peltigera venosa (L.) Hoffm. (1796) - Pimpinella glauca Hoffm. - Quercus pedunculata (L.) Hoffm. - Salix decipiens Hoffm. - Serapias latifolia atrorubens Hoffm. - Sphaeria deusta Hoffm. - Sphaeria nivea Hoffm. - Turgenia latifolia Hoffm. |

## Societăți
- Membru al Academiei de Științe din Göttingen (1797)
- Membru corespondent al Academiei medico-chirurgicale din Moscova (13 noiembrie 1809)
- Membru al Academiei Leopoldine (22 august 1815)[13]
- Membru al Academiei Rusă de Științe (1817)

## Onoruri

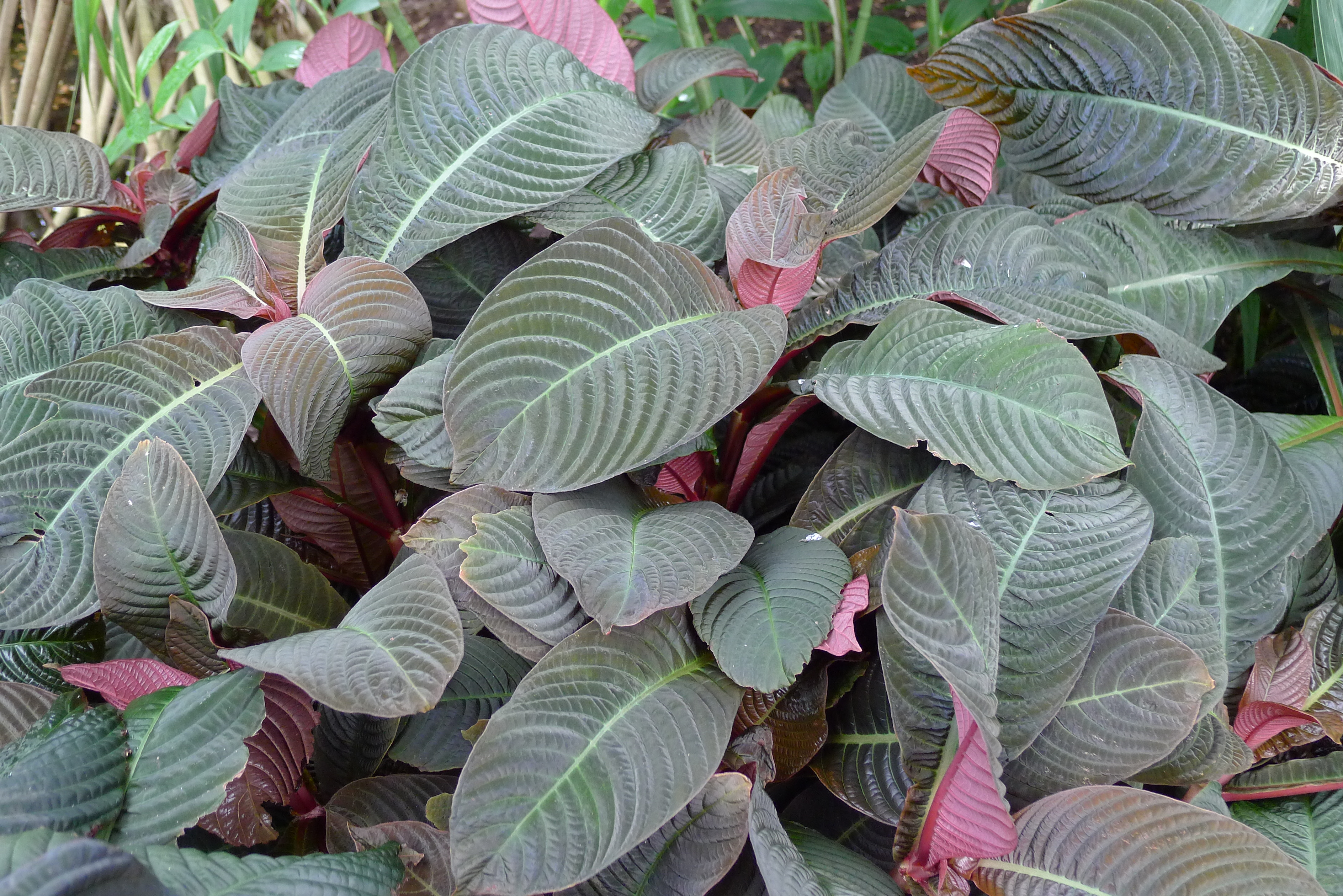
Hoffmannia refulgens

- Premiul științific Medalia de aur al Academiei de Științe din Lyon (1786)
- Botanistul Olof Swartz (1760-1818) i-a dedicat genul Hoffmannia din familia Rubiaceae (1787)[14] cu în prezent (2019) peste 100 specii.[15]
- Membru al Consiliului de Stat al Imperiului Rus (1819)
- Ordinul „Sfânta Ana” de clasa a 2-a

## Publicații (selecție)

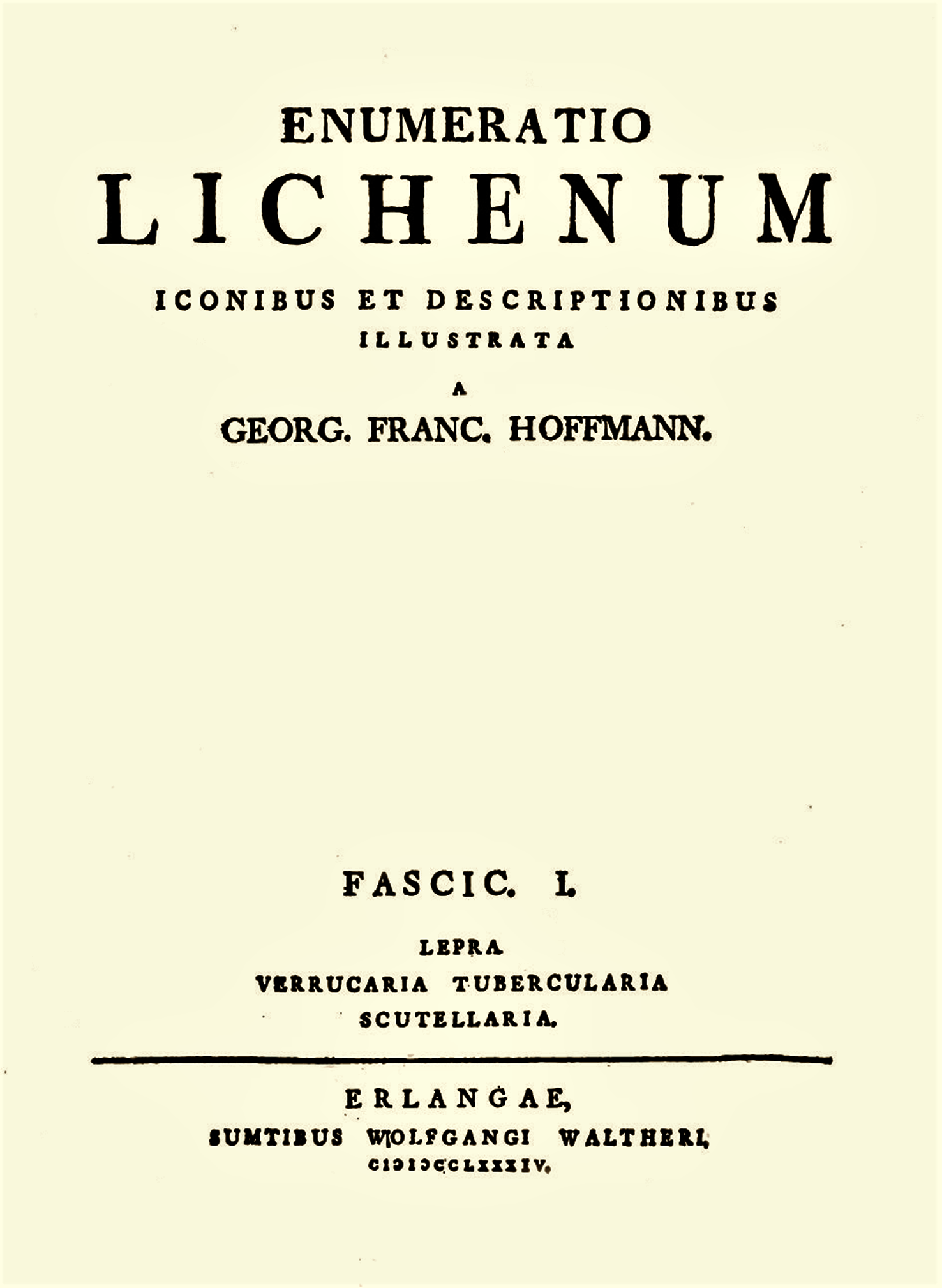
Hoffm.: Enumeratio Lichenum

- Enumeratio lichenum iconibus et descriptionibus illustrata, Editura Wolfgang Walther, Erlangen 1784
- Historia salicum iconibus illustrata, Editura Siegfried Lebrecht, Leipzig 1785
- De vario Usu Lichenum, Erlangen 1786
- Mémoires sur l’utilité de Lichens, Lyon 1787 (publicat împreună cu lucrările lui Pierre J. Amoreux și Pierre Rémi François de Paul Willemet)
- Vegetabilia cryptogama, Editura Annier, Lyon 1787
- Descriptio et adumbratio plantarum e classe cryptogámica Linnaei qua lichenes dicuntur..., (1789-1801)
- Nomenclator Fungorum, volumul 1, Berlin 1789
- Nomenclator Fungorum, volumul 2, Berlin 1790
- Hortus Gottingensis, quem proponit simulque orationem inchoandae professioni sacram indicit, Göttingen 1793
- Historia salicum, iconibus illustrata, Leipzig 1785-1787
- Deutschlands Flora, oder, Botanisches Taschenbuch, 4 volume, Editura Johann Jacob Palm, Erlangen 1791, 1795, 1800 și 1804
- Compendium Florae Britannicae, Erlangen 1801 (împreună cu James Edward Smith)
- Enumeratio plantarum et seminum hort botanici mosquensis, Moscova 1808
- Vegetabilia in hercyniae subterraneis collecta iconibus descriptionibus et observationibus illustrata, Editura Frauenholz, Nürnberg 1811
- Genera Plantarum Umbelliferarum, 2 volume, Moscova 1814 și 1816
- Herbarium vivum, sive collectio plantarum siccarun, Caesareae Universitatis Mosquensis. Pars secunda, continents . . . Moscova 1825